# Glomera compressa
Glomera compressa är en orkidéart som beskrevs av Johannes Jacobus Smith. Glomera compressa ingår i släktet Glomera och familjen orkidéer. Inga underarter finns listade i Catalogue of Life.